# Драфт отказов (НХЛ)
Драфт отказов в НХЛ (англ. waivers; реже — waiver draft) — процедура, регулирующая в НХЛ (Национальная хоккейная лига) права хоккейных клубов лиги и хоккеистов в процессе расторжения контрактов, а также при заключении контрактов с новыми или вернувшимися игроками. Эта процедура касается только опытных игроков лиги, то есть уже сыгравших в ней определённое количество игр.
В случае попадания игрока на «драфт отказов» другие хоккейные клубы лиги имеют право в течение короткого времени (24 или 48 часов) заявить о желании заключить контракт с таким игроком. Если окажется, что на игрока одновременно претендуют несколько клубов — приоритет будет у того из них, который имеет наихудшую игровую статистику. При этом клубы обязаны предлагать игроку сумму контракта не меньшую, чем в его текущем контракте, а в случае возвращения в лигу — чем в только что подписанном.
Иллюстрацией того, как работает «драфт отказов» после возвращения в лигу, была попытка Евгения Набокова в январе 2011 года заключить контракт с клубом «Детройт Ред Уингз» до конца сезона 2010—2011 (начало сезона российский вратарь провёл в КХЛ). Согласно правилам НХЛ, в такой ситуации игрок должен был быть выставлен на «драфт отказов». В течение следующих 24 часов клуб «Нью-Йорк Айлендерс» (имевший значительно худшую игровую статистику, чем «Детройт Ред Уингз») заявил о своём желании заключить контракт с Евгением Набоковым на ту же сумму, как и записанная в его контракте с «Детройт Ред Уингз». Набоков отказался выступать за «Нью-Йорк Айлендерс», и за нарушение правил лиги был дисквалифицирован в НХЛ до конца сезона.
Процедура получила такое название в связи с тем, что клуб НХЛ может завершить заключение или расторжение контракта с игроком на «драфте отказов» только в том случае, если другие клубы лиги откажутся, а точнее «не воспользуются» (англ. waive) своим правом на заключение контракта с этим игроком.
В КХЛ также существует процедура драфта отказов.